# Betty Blythe
Betty Blythe (1 de septiembre de 1893 – 7 de abril de 1972) fue una actriz estadounidense conocida principalmente por sus papeles dramáticos en filmes exóticos mudos como The Queen of Sheba (1921). Además, fue famosa por sus papeles con poca ropa en el cine durante los felices años veinte. 

## Carrera
Nacida en Los Ángeles, California, su nombre completo era Elizabeth Blythe Slaughter. Empezó como modelo de trajes de baño antes de trabajar como actriz teatral en piezas como So Long Letty y The Peacock Princess.
Tras viajar de gira por Europa y los Estados Unidos, entró en el cine en 1917 actuando para los Vitagraph Studios en Brooklyn. Más adelante fue llevada a Hollywood para trabajar para Fox studio como sustituta de la actriz Theda Bara. 
Tan famosa por sus reveladores vestidos como por sus dotes dramáticas, fue la estrella de películas exóticas como The Queen of Sheba (1921), Chu-Chin-Chow (rodado en 1923 y estrenado por MGM en 1925) y She (1925). 
Sin embargo, Blythe también brilló en filmes menos sugeridores, como fue el caso de Nomads of the North (1920, con Lon Chaney) y In Hollywood with Potash and Perlmutter (1924), este último producido por Samuel Goldwyn. Otro de sus papeles, aunque sin créditos, fue el de una estrella de ópera en el film de Greta Garbo The Mysterious Lady. Pasada su época de estrella, Blythe continuó actuando como actriz en pequeños papeles de reparto, siendo uno de los últimos papeles el que interpretó, sin créditos, en el film de 1964 My Fair Lady.

## Vida personal
Blythe estuvo casada con el director cinematográfico Paul Scardon desde 1919 hasta 1954, año en que él falleció. No tuvieron descendencia. La actriz perdió su fortuna en el crack del 29.
Betty Blythe falleció a causa de un ataque cardíaco en Woodland Hills (Los Ángeles), California, en 1972. Tenía 78 años de edad. Fue enterrada en el Cementerio Forest Lawn Memorial Park de Glendale (California).
Por su contribución a la industria cinematográfica, a Blythe se le concedió una estrella en el Paseo de la Fama de Hollywood, en el 1706 de Vine Street.

## Selección de su filmografía
| Cine       | Cine                               | Cine                                          | Cine |
| Año        | Película                           | Personaje                                     | Observaciones |
| ---------- | ---------------------------------- | --------------------------------------------- | --- |
| 1917       | His Own People                     | Lady Mary Thorne                              | |
| 1918       | Hoarded Assets                     | Claire Dawson                                 | |
| 1919       | Dust of Desire                     | Corrinne Torrence                             | |
| 1920       | Nomads of the North                | Nanette Roland                                | |
| 1921       | Mother o' Mine                     | Fan Baxter                                    | |
| 1922       | How Women Love                     | Rosa Roma                                     | |
| 1923       | Chu-Chin-Chow                      | Zahrat                                        | |
| 1924       | Southern Love                      | Dolores                                       | |
| 1924       | The Spitfire                       | Jean Bronson                                  | |
| 1925       | Speed                              | Mary Whipple                                  | |
| 1925       | She                                | Ayesha                                        | |
| 1927       | The Girl from Gay Paree            | Mademoiselle Fanchon                          | |
| 1928       | Glorious Betsy                     | Princesa Fredericka                           | |
| 1931       | Adventure                          |                                               | |
| 1932       | Tom Brown of Culver                | Dolores Delight                               | |
| 1933       | Pilgrimage                         | Janet Prescot                                 | |
| 1933       | Only Yesterday                     | Mrs. Vincent                                  | Sin créditos |
| 1934       | Night Alarm                        | Elizabeth Van Dusen                           | |
| 1935       | Ana Karenina                       | Mujer                                         | Sin créditos |
| 1936       | Yours for the Asking               | May                                           | Sin créditos |
| 1936       | The Gorgeous Hussy                 | Mrs. Wainwright                               | |
| 1937       | Topper                             | Mrs. Goodrich                                 | Sin créditos |
| 1937       | Conquest                           | Princesa Mirska                               | Sin créditos Otro título: Marie Walewska                                                                                              |
| 1938       | Romance of the Limberlost          | Mrs. Parker                                   | |
| 1939       | Mujeres                            | Mrs. South                                    | Sin créditos |
| 1940       | Misbehaving Husbands               | Effie Butler                                  | |
| 1941       | Honky Tonk                         | Mrs. Wilson                                   | |
| 1942       | Dawn on the Great Divide           | Mrs. Elmira Corkle                            | |
| 1943       | Presenting Lily Mars               | Dowanger                                      | Sin créditos |
| 1944       | Charlie Chan in The Chinese Cat    | Mrs. Manning                                  | Otro título: The Chinese Cat |
| 1944       | A Fig Leaf for Eve                 | Lavinia Sardham                               | Otros títulos: Desirable Lady, Flaming Girls, Hollywood Nights, Not Enough Clothes. Reckless Youth, Room for Love, Strips and Blondes |
| 1945       | Her Highness and the Bellboy       | Esposa de diplomático                         | Sin créditos |
| 1945       | They Were Expendable               | Mujer de oficial                              | Sin créditos |
| 1945       | Adventure                          | Mrs. Buckley                                  | Sin créditos |
| 1946       | The Kid from Brooklyn              | Amiga de Mrs. LeMoyne                         | Sin créditos |
| 1946       | El cartero siempre llama dos veces | Cliente                                       | Sin créditos |
| 1946       | Undercurrent                       | Dependienta                                   | Sin créditos |
| 1947       | The Secret Life of Walter          | Gerente de piso                               | Sin créditos |
| 1947       | Song of Love                       | Señora con anteojos de ópera                  | Sin créditos |
| 1947       | Cass Timberlane                    | Enfermera                                     | Sin créditos |
| 1948       | Letter from an Unknown Woman       | Frau Kohner                                   | Sin créditos |
| 1949       | The Barkleys of Broadway           | Invitada en el teatro                         | Sin créditos |
| 1950       | Jiggs and Maggie Out West          | Mujer                                         | Sin créditos |
| 1951       | Hollywood Story                    | Betty Blythe – Estrella de los viejos tiempos | |
| 1955       | The Lonesome Trail                 | Mrs. Wells                                    | Sin créditos |
| 1956       | El loco del pelo rojo              | Viuda                                         | Sin créditos |
| 1957       | The Helen Morgan Story             | Invitada a la fiesta                          | Sin créditos |
| 1964       | My Fair Lady                       | Señora en el baile                            | Sin créditos |
| Televisión |                                    |                                               | |
| Año        | Título                             | Personaje                                     | Observaciones |
| 1952       | Racket Squad                       | Mrs. Burton                                   | 1 episodio |
| 1958       | The Lineup                         | Mrs. DeSues                                   | 1 episodio |